# Lonnekerberg
De Lonnekerberg (Nedersaksisch: Lönnikerbearg) is een hoogte in de gemeente Enschede in de Nederlandse provincie Overijssel. De heuvel, met een hoogte van zestig meter boven NAP, ligt ten noordoosten van het Twentse dorp Lonneker en ten oosten van het voormalige vliegveld Twenthe.

## Geologie
De Lonnekerberg maakt deel uit van het stuwwalcomplex Oldenzaal-Enschede. Het reliëf in het aardoppervlak is ontstaan tijdens het Saalien. Het landijs heeft de toen bevroren ondergrond, bestaande uit Tertiaire mariene sedimenten en Pleistocene afzettingen, zijdelings weggedrukt en als grote schubben dakpansgewijs tegen elkaar gestapeld. De Pleistocene afzettingen zijn voor een groot deel door erosie verdwenen, waardoor het Tertiaire materiaal aan of nabij het oppervlak voorkomt.

## Cultuurhistorie
Lang was de heuvel net als de wijde omtrek begroeid met heide die werd begraasd door schapen en benut voor het verzamelen van plaggen. Aan het eind van de 19e eeuw beplantte eigenaar Albert Jan Blijdenstein, een Twentse textielfabrikant die ook voorzitter was van de Heidemaatschappij, de voormalige markegrond met naaldbomen. De met de schop door bosarbeiders aangelegde rabatten ten behoeve van de ontwatering van de productiebossen hebben een totale lengte van 320 kilometer. Blijdenstein was gehecht aan het gebied en liet zich op de heuvel begraven. Een deel van zijn familie volgde dit voorbeeld. De Lonnekerberg is een van de plekken in Oost-Nederland waarvan al eeuwenlang wordt verteld dat er witte wieven wonen.
Aan de zuidzijde van de Lonnekerberg liggen de zogenaamde kleigaten van Smulders. Deze plassen zijn ontstaan door kleiwinning ten behoeve van de productie van bakstenen.

## Natuur
Het natuurgebied Lonnekerberg is 141 hectare groot en eigendom van Landschap Overijssel. Productiebos met verschillende soorten naaldhout dat in de tijd van Blijdenstein en daarna is aangeplant wordt geleidelijk omgevormd tot gemengd bos. Het gebied staat bekend om zijn vleermuizen. In 2015 werden er bij een onderzoek elf soorten gevonden, waaronder de zeldzame Brandts vleermuis, de vale vleermuis en Bechsteins vleermuis. Ligging en bodemsamenstelling maken dat er bijzondere Paddenstoelen groeien zoals de porfieramaniet (Amanita porphyria), de gele ringboleet (Suillus grevillei), de gewone heksenboleet (Boletus erythropus), de zwartvoetkrulzoom (Paxillus artomentarius), de groene berkerussula (Russula aeruginea) en de gele stekelzwam (Hydnum repandum). Langs de Lonnekerberg meandert de Jufferbeek met een door het zuivere kwelwater bijzondere flora. 

## Afbeeldingen

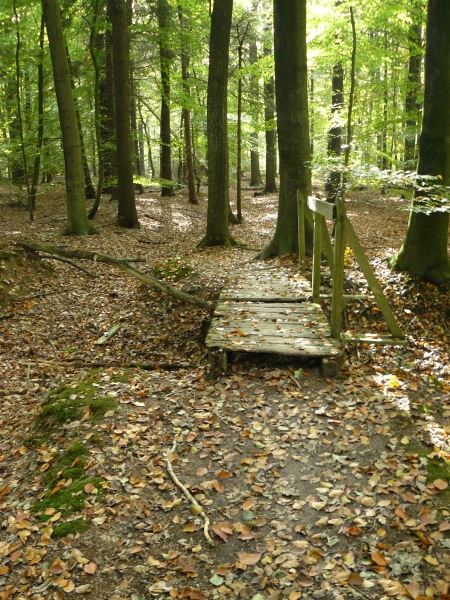
Een bruggetje op de Lonnekerberg
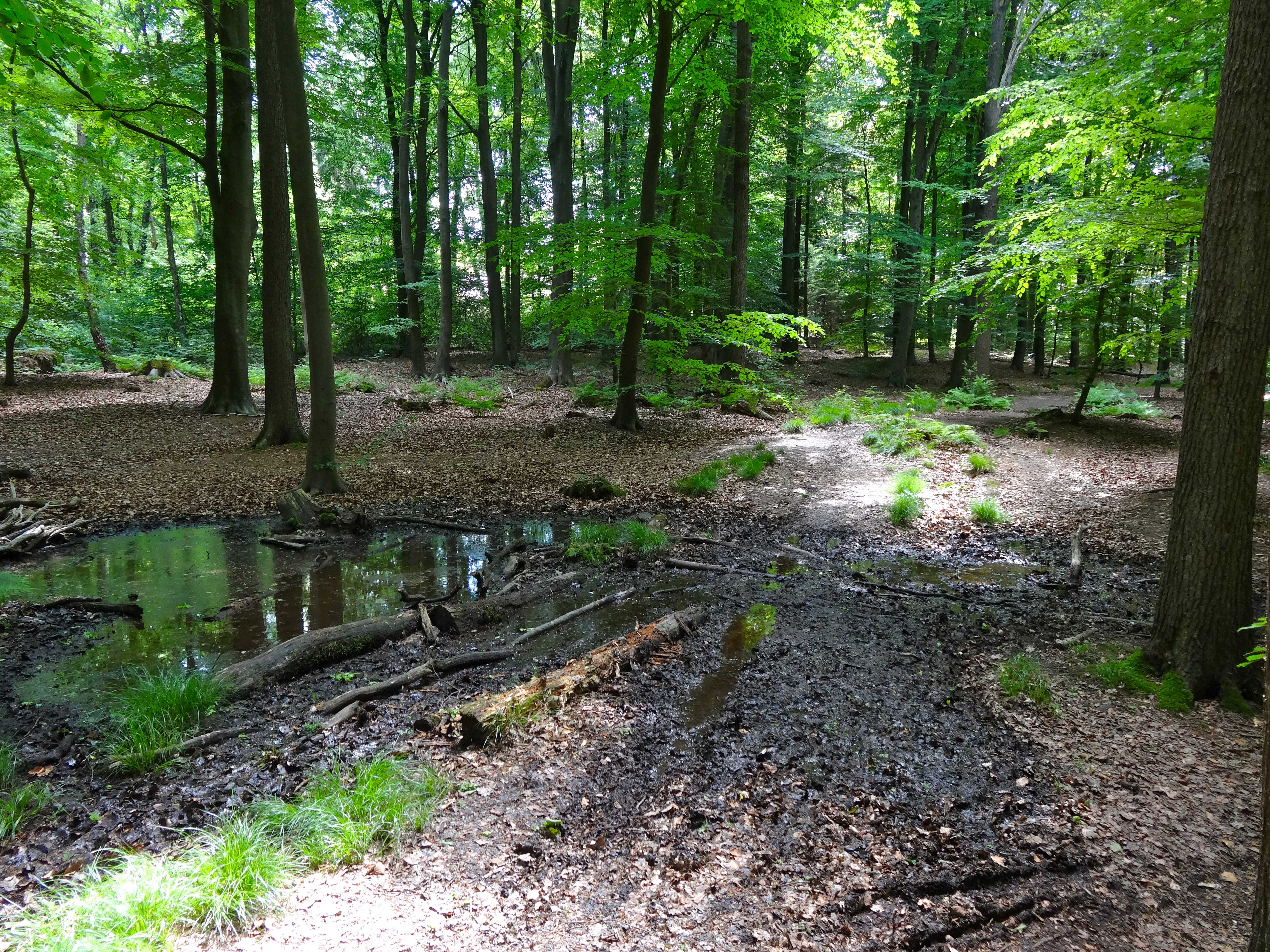
Pad over de Lonnekerberg
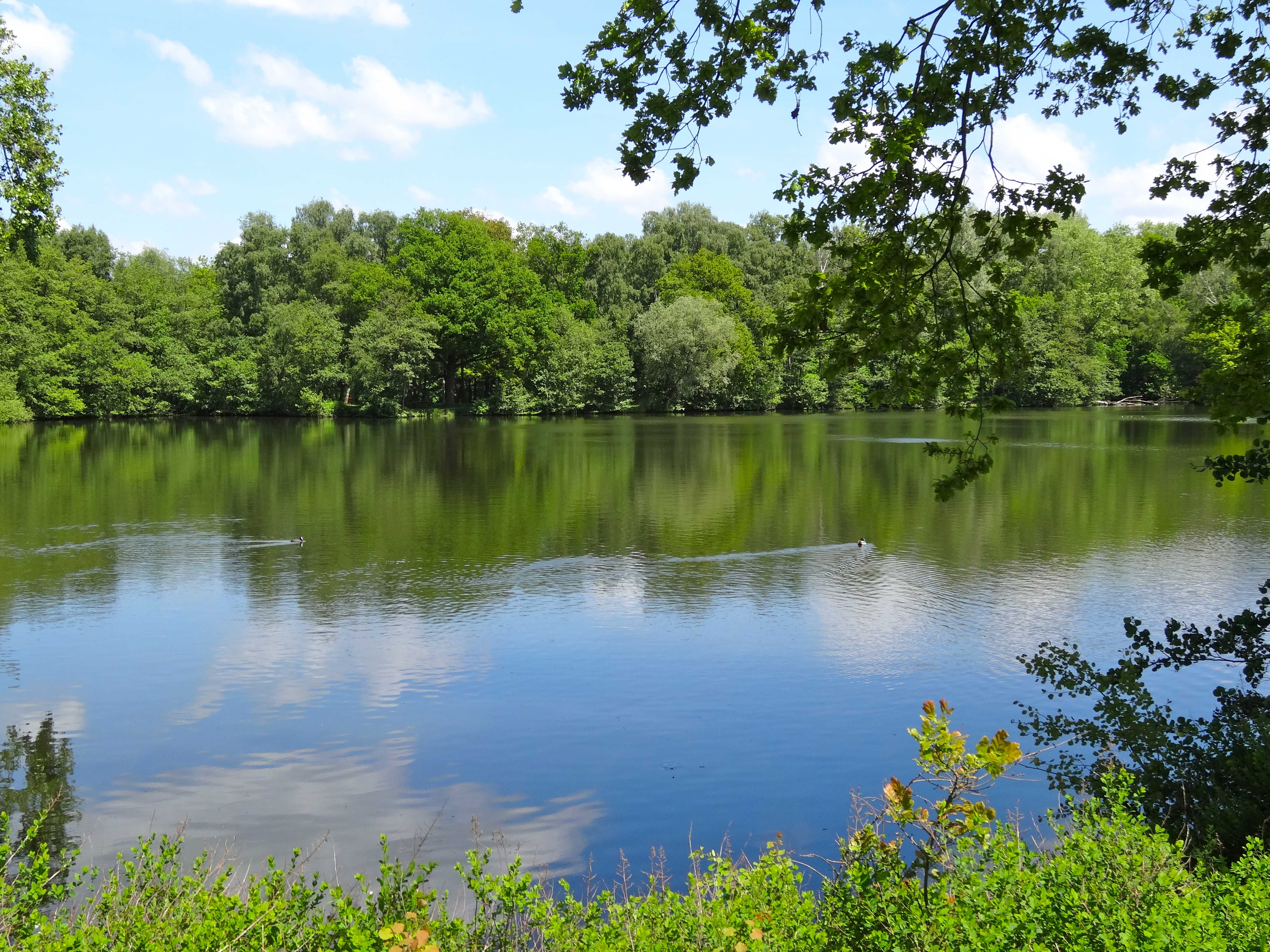
Kleigat aan de voet van de Lonnekerberg